# 星野豪史
星野 豪史（ほしの ごうし、1972年12月13日 - ）は、東京都出身のプロゴルファー。54GOLF CLINIC代表、ジュニアゴルフスクールKIDS GOLFエグゼクティブプロデューサー。

## 概要
法政大学在学中の1994年、大学を休学して渡米、ミニツアーやオープン競技を転戦しながら、Mike Smithに師事してゴルフ理論を学ぶ。帰国後、岡本正善にメンタルトレーニングの指導も受ける。また、伊藤昇が主宰していた飛龍会でのトレーニング指導を受ける。2002年より初動負荷理論に感銘を受け、アーストレーニングセンターにてトレーニングを開始する。1999年にはAsian PGA TOUR、2001年からはJGTOが主管するトーナメントなどで現在に至るまでプレー。2005年春には再渡米しStan Utleyに師事して、最新のショートゲーム理論にも精通している 。2002年より都内にビデオレッスンの先駆けとなる54GOLF CLINICを開設し、アマチュアからプロゴルファーまで幅広い層に顧客を持ち、インストラクターとしての基盤を固める。2006年4月に54GOLF CLINICの規模拡大に伴い、虎ノ門法曹ビルにもクリニックを開設する。2010年6月、キッズゴルフ株式会社の発起人として名を連ね、エクゼクティブプロデューサーに就任。トップジュニア育成だけでなくゴルフ界の底辺拡大に向け積極的な活動を始める。社団法人日本ゴルフツアー機構ツアープレーヤー。

## 略歴
- 1994年 - 米国へゴルフ留学、Mike Smithに師事しゴルフ理論を学びながらミニツアーやオープン競技を転戦[要出典]
- 1996年 - 帰国後、伊藤昇に師事し飛龍会でトレーニングに励む[要出典]。また、同じ時期に岡本正善よりスポーツにおけるメンタルトレーニング指導を受ける[要出典]
- 1997年 - 法政大学経営学部経営学科卒業
- 1999年 - Asia PGA TOUR　参戦[要出典]
- 2001年 - JGTO主管のトーナメント参戦[要出典]
- 2002年 - アーストレーニングセンターにて初動負荷理論を学ぶ[要出典]
- 2002年 - 54 GOLF CLINIC 設立
- 2005年 - 再渡米、Stan Utleyに師事し最新のショートゲーム理論を学ぶ[要出典]
- 2010年 - キッズゴルフ株式会社の発起人として名を連ね、エクゼクティブプロデューサーに就任

## 著作
- 練習場で上手くなる基本のゴルフ(学研)
- コーチと選手2足のワラジ、教えるってムズカシイ・・(ALBA) ※2010年4〜12月連載